# Грінвілл (Каліфорнія)
Грінвілл (англ. Greenville) — переписна місцевість (CDP) в США, в окрузі Плумас штату Каліфорнія. Населення — 1026 осіб (2020).

## Географія
Грінвілл розташований за координатами 40°8′1″ пн. ш. 120°56′43″ зх. д. / 40.13361° пн. ш. 120.94528° зх. д. (40.133593, -120.945330).  За даними Бюро перепису населення США в 2010 році переписна місцевість мала площу 20,70 км², уся площа — суходіл.

## Демографія
Згідно з переписом 2010 року, у переписній місцевості мешкало 1129 осіб у 496 домогосподарствах у складі 283 родин. Густота населення становила 55 осіб/км².  Було 613 помешкання (30/км²).
Расовий склад населення:
| - 79,5 % — білих - 11,8 % — корінних американців - 1,0 % — азіатів - 0,1 % — чорних або афроамериканців - 1,5 % — осіб інших рас |

До двох чи більше рас належало 6,2 %. Частка іспаномовних становила 9,7 % від усіх жителів.
За віковим діапазоном населення розподілялося таким чином: 22,7 % — особи молодші 18 років, 60,5 % — особи у віці 18—64 років, 16,8 % — особи у віці 65 років та старші. Медіана віку мешканця становила 45,4 року. На 100 осіб жіночої статі у переписній місцевості припадало 97,4 чоловіків;  на 100 жінок у віці від 18 років та старших — 95,3 чоловіків також старших 18 років.
Середній дохід на одне домашнє господарство  становив 43 388 доларів США (медіана — 26 481), а середній дохід на одну сім'ю — 57 613 долари (медіана — 45 400). За межею бідності перебувало 17,6 % осіб, у тому числі 0,0 % дітей у віці до 18 років та 6,0 % осіб у віці 65 років та старших.
Цивільне працевлаштоване населення становило 237 осіб. Основні галузі зайнятості: виробництво — 37,6 %, оптова торгівля — 15,2 %, публічна адміністрація — 12,7 %, фінанси, страхування та нерухомість — 11,8 %.